# Land der Berge, Land am Strome
Land der Berge, Land am Strome ("Gorovita zemljo, zemljo na rijeci") je državna himna Austrije od 22. listopada 1946. godine.
Devetnaest dana prije svoje smrti, 5. prosinca 1791. godine, Wolfgang Amadeus Mozart je napisao svoje zadnje dovršeno djelo Freimaurerkantate, KV 623. Jednom dijelu tiskanog izdanja ove kantate bio je dodan (kasnije vrlo poznati) Kettenlied, KV 623a s tekstom Brüder reicht die Hand zum Bunde. Kettenlied je skladao Johann Holzer, član Mozartove masonske lože.
Na ovu glazbu, Paula von Preradović, unuka hrvatskog pjesnika Petra Preradovića napisala je tekst za austrijsku državnu himnu.

## Vanjske poveznice
- Audio-Stream austrijska himna (Real Player)